# Biblioteksgatan

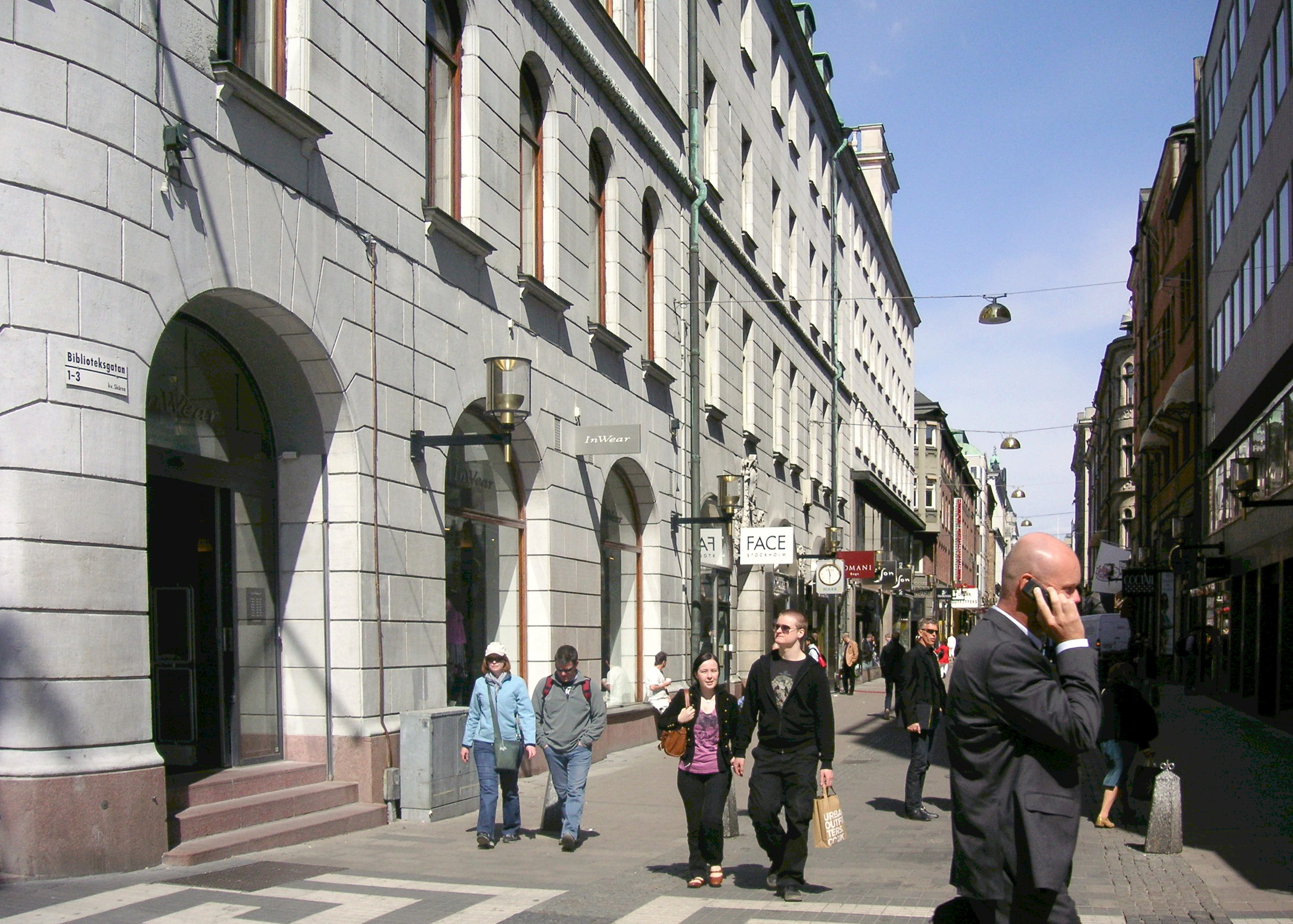
Biblioteksgatan sedd mot norr från Norrmalmstorg, maj 2008.

Biblioteksgatan är en gata i stadsdelarna Norrmalm och Östermalm i Stockholms innerstad som sträcker sig från Smålandsgatan vid Norrmalmstorg (som en gågata) fram till Birger Jarlsgatan och Stureplan. På norra sidan om Stureplan fortsätter den som bilgata fram till Humlegårdsgatan. 

## Historik

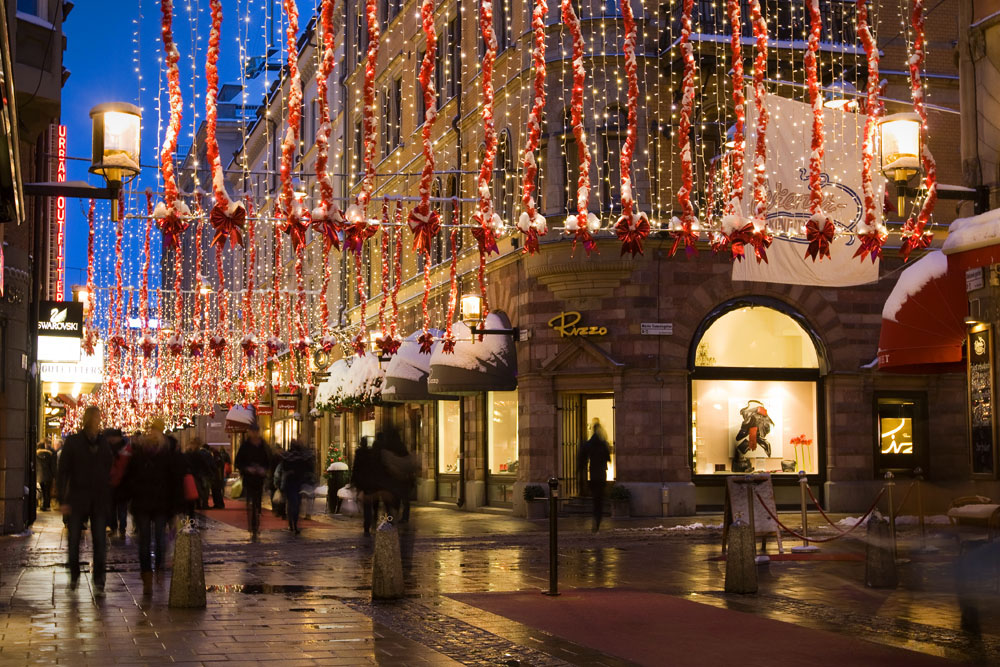
Biblioteksgatan vid jultid, 2009.

Gatan har fått sitt namn vid namnrevisionen 1885 från intilliggande Kungliga Biblioteket. Innan dess hette den bland annat Norrmalmsgatan (1853), Packaretorgs gatan (1733) och Packare gathun (1668). August Strindberg, som 1877 bodde vid Norrmalmsgatan 8 (nuvarande fastigheten Rännilen 11), beskriver i boken Prosabitar trakten enligt följande: Det finns bestämt icke en så ful gränd i Stockholm och ett sådant gammalt smutsigt och dystert hus: inkörsgrinden står där inbjudande som en uttjänad galge; kullerstenarne på gården ha under tidernas fullbordan makat åt sig så mycket att några kortväxta arter av tåtel och brodd kunna skjuta upp.
Denna nedgångna trakt förvandlades dock grundläggande när området stadsplanerades i slutet av 1870-talet. Biblioteksgatans gågata präglas numera sekelskiftet 1900 av eleganta butiker och några inneklubbar och restauranger och anses utgöra den centrala butiksgatan inom den så kallade Gyllene triangeln, Stockholm. Gågatedelen täcks till största delen av året av en röd matta i gatans mitten. 
Den 15 februari 1891 bildades idrottsföreningen Allmänna Idrottsklubben (AIK) på Biblioteksgatan 8 av Isidor Behrens.

## Se även

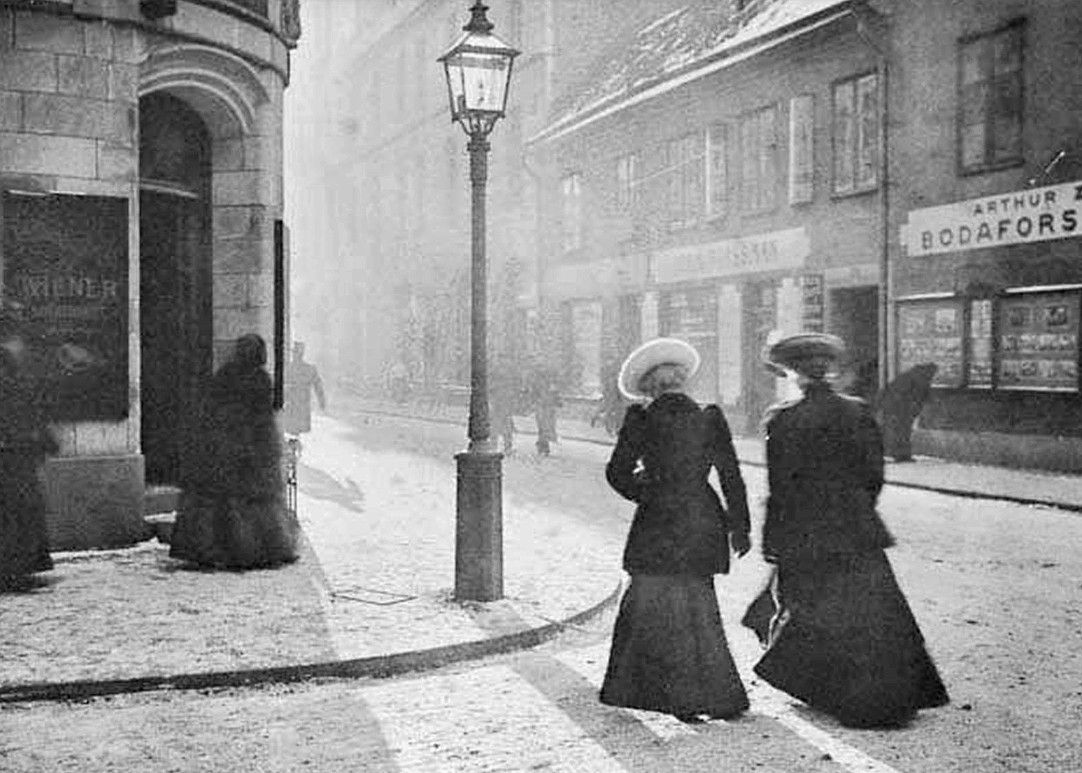
Biblioteksgatan söderut med entrén till Wienerkonditoriet till vänster, 1904.